# 양산 통도사 지장시왕탱
양산 통도사 지장시왕탱(梁山 通度寺 地藏十王幀)은 대한민국 경상남도 양산시 하북면 통도사에 있는 조선시대의 불화이다. 
2001년 12월 20일 경상남도의 유형문화재 제368호 통도사 지장시왕탱으로 지정되었다가, 2018년 12월 20일 현재의 명칭으로 변경되었다.

## 개요
통도사에 보존되어 있는 그림으로, 석가불의 부탁을 받고 석가불이 입멸(入滅)한 후부터 미륵불이 출현할 때까지 육도(六道)의 중생을 교화한다는 지장보살과 심판관인 시왕(十王)을 함께 그린 탱화이다. 탱화란 천이나 종이에 그림을 그려 액자나 족자 형태로 만들어지는 불화를 말한다.
삼베 바탕에 채색으로 그려진 이 시왕탱은 중앙의 지장보살좌상을 중심으로 그 왼쪽에 도명존자, 오른쪽에 무독귀왕, 그리고 그 좌우 주변에 시왕·판관·동자·동녀·옥졸 등이 배치되어 있다.
도상적인 면에서 조선 전기 16세기의 작품을 이어받고 있으며, 조선 후기 18세기 지장시왕탱으로서는 섬세한 필치와 안정된 구도가 돋보이는 불화이다.

## 참고 자료
- 통도사지장시왕탱 - 국가유산청 국가유산포털